# Uitgeverij en Drukkerij De Spaarnestad
Uitgeverij en Drukkerij De Spaarnestad was een Nederlandse katholieke uitgeverij en drukkerij in Haarlem, opgericht in 1906 met als een van de voornaamste uitgaven het tijdschrift Katholieke Illustratie (KI).
De drukkerij was in het centrum van Haarlem gelegen in het Spaarnestadcomplex; dit complex lag tussen de huidige straten Nassaulaan en Kraaienhorst in en is in 1976 gesloopt.

## Geschiedenis
Frans van de Griendt werd een der eerste directeuren van De Spaarnestad. Latere directeuren waren onder anderen C.P. Ooms, J.W. Lucas en dr. ir. H.J.A. (Hans) de Goeij. Na de Eerste Wereldoorlog kwam er ook een filiaal van De Spaarnestad in Brussel.
De Katholieke Illustratie, uitgegeven sinds 1867, was tot 1968 het geïllustreerde weekblad voor katholieke gezinnen. Het blad verscheen vanaf 1910 bij De Spaarnestad. Bekende medewerkers waren onder anderen de illustratoren Herman Moerkerk, Frans Lammers en Beb Reith (1894-1974). Lammers werd onder andere ook bekend als omslagtekenaar van de jeugdboekenserie Pim Pandoer. Reith schreef en tekende de avonturen van het aapje Monki in de serie Monki's Reis om de Wereld.
Dr. Ir. H.J.A. (Hans) de Goeij (1908-1994) was vanaf 1932 verbonden aan De Spaarnestad. Hij startte daar als de eerste bedrijfsingenieur. Na de oorlog werd hij adjunct-directeur en vervolgens directeur van De Spaarnestad. De drukkerij werd later afgebroken en verplaatst naar de Waarderpolder in Haarlem. Daarvóór was in 1957 onder zijn leiding al een diepdrukkerij De Spaarnestad gevestigd in Etten-Leur. Deze vestiging is nu een onderdeel van Roto Smeets in Etten-Leur.
In 1956 werd het vijftigjarig bestaan van het bedrijf gevierd met de uitgave: Het aanzien van een eeuw. De periode 1856-1956 weerspiegeld in 950 illustraties uit de voornaamste nederlandse familiebladen uitgekozen en ingeleid door Dr. G.W. Ovink bijzonder hoogleraar aan de Universiteit van Amsterdam.
Drukkerij en Uitgeverij De Spaarnestad fuseerde met Cebema in 's-Hertogenbosch in 1964 (medio 1965 definitieve fusie) tot de VNU, Verenigde Nederlandse Uitgeverijen, vanaf 1999 verdergaand onder het acroniem VNU. Vanaf 2007 ging VNU verder onder de naam The Nielsen Company. De naam De Spaarnestad leeft nog wel voort in het beroemde fotoarchief van deze voormalige Haarlemse Uitgeverij en Drukkerij: Spaarnestad Photo.

## Tijdschriften
In de periode van De Spaarnestad en Verenigde Nederlandse Uitgeverijen werd het katholieke dagblad De Tijd uitgegeven (in 1974 omgezet in een weekblad) en werden, naast commercieel drukwerk en boeken, bekende tijdschriften uitgegeven, naast de Katholieke Illustratie ook Panorama, Libelle, Beatrijs, Revu, Margriet, Story, Cosmopolitan, zowel als - via een dochteruitgeverij - bekende kinderboeken alsook jeugdbladen en stripboeken zoals Taptoe, Okki, Billie Turf, Sjors en Sjimmie, Donald Duck, Tina, Winnetou, Asterix en Obelix en Kuifje.
De voormalige Uitgeverij De Spaarnestad had als een van de grootste uitgeverijen van geïllustreerde tijdschriften in Nederland voor haar uitgaven lange tijd exclusieve afspraken met ABC Press Service over plaatsing van reportages van de hand van de vaak beroemde buitenlandse fotografen die het bureau vertegenwoordigde.
Alle onderdelen van de VNU, de uitgeverij De Spaarnestad, de drukkerij De Spaarnestad, de Nederlandse Rotogravure Maatschappij en het hoofdkantoor van de [Verenigde Nederlandse Uitgeversbedrijven zijn in 1995 opgeheven, verkocht of gefuseerd en uit Haarlem vertrokken. Wat nog rest van wat ooit de grootste uitgeverij van Nederland was, is sinds 2001 onderdeel van Sanoma Media, gevestigd in Hoofddorp.